# إمارة الجزائر
إمارة الجزائر،  هي إمارة أسسها الثعالبة بعد ضعف السلطة المركزية لدولة بني زيان، والتأثير السيئ على أوضاع الجزائر التي انقسمت على نفسها إلى إمارات صغيرة مفككة، ك إمارة جبل كوكو ببلاد القبائل، وامارة الذواودة بالحضنة والزاب، وامارة بني جلاب بتقرت ووادي ريغ، وامارة بني بزناسن وفقيق بالحدود الغربية، وانتهت المملكة عن طريق التحول إلى الدولة العثمانية.